# Shin Takarajima
Shin Takarajima (新宝島, "New Treasure Island") is een shonen manga van Osamu Tezuka uit 1947. Het is Tezuka's eerste werk dat als tankōbon werd uitgegeven. De strip is gebaseerd op de roman Schateiland van Robert Louis Stevenson. Het verhaal gaat over een jongen genaamd Pete en zijn zoektocht naar een schat. Onderweg komt hij piraten en kannibalen tegen en krijgt hij hulp van zijn hond en van Tarzan (in latere edities om juridische redenen "Baron" genoemd).

## Context
Sakai Shichima, een redacteur bij Ikuei Shuppan, stelde Tezuka voor om een avonturenstrip van 250 pagina's te tekenen waarvan hij reeds het script had geschreven. Tezuka herwerkte het scenario tot een strip van 192 pagina's. Sakai tekende de cover.
Shin Takarajima kende een enorm succes. Het album verkocht meer dan 400.000 exemplaren en lanceerde Tezuka's carrière. De tekenstijl was geïnspireerd door Amerikaanse tekenfilms (voornamelijk van Fleischer Studios en Disney) en toonde visuele technieken uit de filmwereld. De resulterende strip speelde een belangrijke rol in de mangageschiedenis en is Tezuka's eerste verhalende manga van lang formaat.
In 1984 bracht Kodansha een heruitgave uit van Tezuka's volledige oeuvre. Voor deze gelegenheid herwerkte Tezuka zijn Shin Takarajima. Het verhaal werd stevig herzien en kreeg enkele sciencefiction elementen. Ook werd de tekenstijl iets dynamischer. Deze versie wordt vaak gebruikt om de invloeden van de filmwereld aan te tonen op Tezuka's werk.